# 李述汤
李述汤，中国科学院院士，发展中国家科学院院士，材料科学与技术领域国际著名科学家。1969年毕业于香港中文大学化学系获学士学位；1971年毕业于美国Rochester大学化学系获硕士学位；1974年毕业于加拿大英属哥伦比亚大学化学系获博士学位；1974年至1976年在美国加州大学伯克利分校从事博士后研究。现任苏州大学功能纳米与软物质研究院（FUNSOM）院长、纳米科学技术学院（CNST）院长、苏州纳米科技协同创新中心（NANO-CIC）主任。曾任香港城市大学物理与材料科学系讲座教授、超金刚石及先进薄膜研究中心（COSDAF）主任，美国柯达公司高级研究员、项目主任。李述汤院士长期从事有机光电子材料及显示器件、纳米功能材料及器件以及金刚石和相关超硬薄膜领域的研究，在上述领域都取得了卓越的成就，并获得了一系列创新性研究成果。其主要研究成果“金刚石及新型碳基材料的成核与生长”、“氧化物辅助合成一维半导体纳米材料及应用”和“高效光/电转换的新型有机光功能材料”先后荣获德国洪堡基金会研究成就奖（HumboldtResearchAward）和香港裘槎基金会高级研究成就奖（CroucherSeniorResearchFellowship），并三次荣获国家自然科学二等奖（2002年唯一完成人，2005年第一完成人，2013年第二完成人）。2008年获何梁何利基金科技进步奖。2013年获第二届江苏侨界贡献奖（创新人才）。李述汤院士在国际化学、物理、材料等领域的著名期刊发表学术论文1,100余篇，撰写专著9部，获美国专利20余项，论文被他人引用超过70,000次，H-index达到130。其中有7篇研究论文发表在著名的《科学》（美国）和《自然》（英国）期刊，另有数十篇学术论文以封面文章的形式发表。其研究成果在国际材料科学界占有重要地位。2014-2020年入选科睿唯安（ClarivateAnalytics，原汤森路透公司（ThomsonReuters））发布的“全球高引用科学家名录”（HighlyCitedResearchers）。现任《ACSNano》副总编辑。